# 圣贝尼尼奥-卡纳韦塞
圣贝尼尼奥-卡纳韦塞（義大利語：San Benigno Canavese），是意大利皮埃蒙特大区都靈廣域市的一个市镇。总面积22.19平方公里，人口5596人，人口密度252.2人/平方公里（2009年）。ISTAT代码为001236。